# Arquidiócesis de San Salvador
La arquidiócesis de San Salvador (en latín: Archidioecesis Sancti Salvatoris in America) es una circunscripción eclesiástica de la Iglesia católica en El Salvador. Se trata de una arquidiócesis latina, sede metropolitana de la provincia eclesiástica de San Salvador. Desde el 27 de diciembre de 2008 su arzobispo es José Luis Escobar Alas.

## Territorio y organización

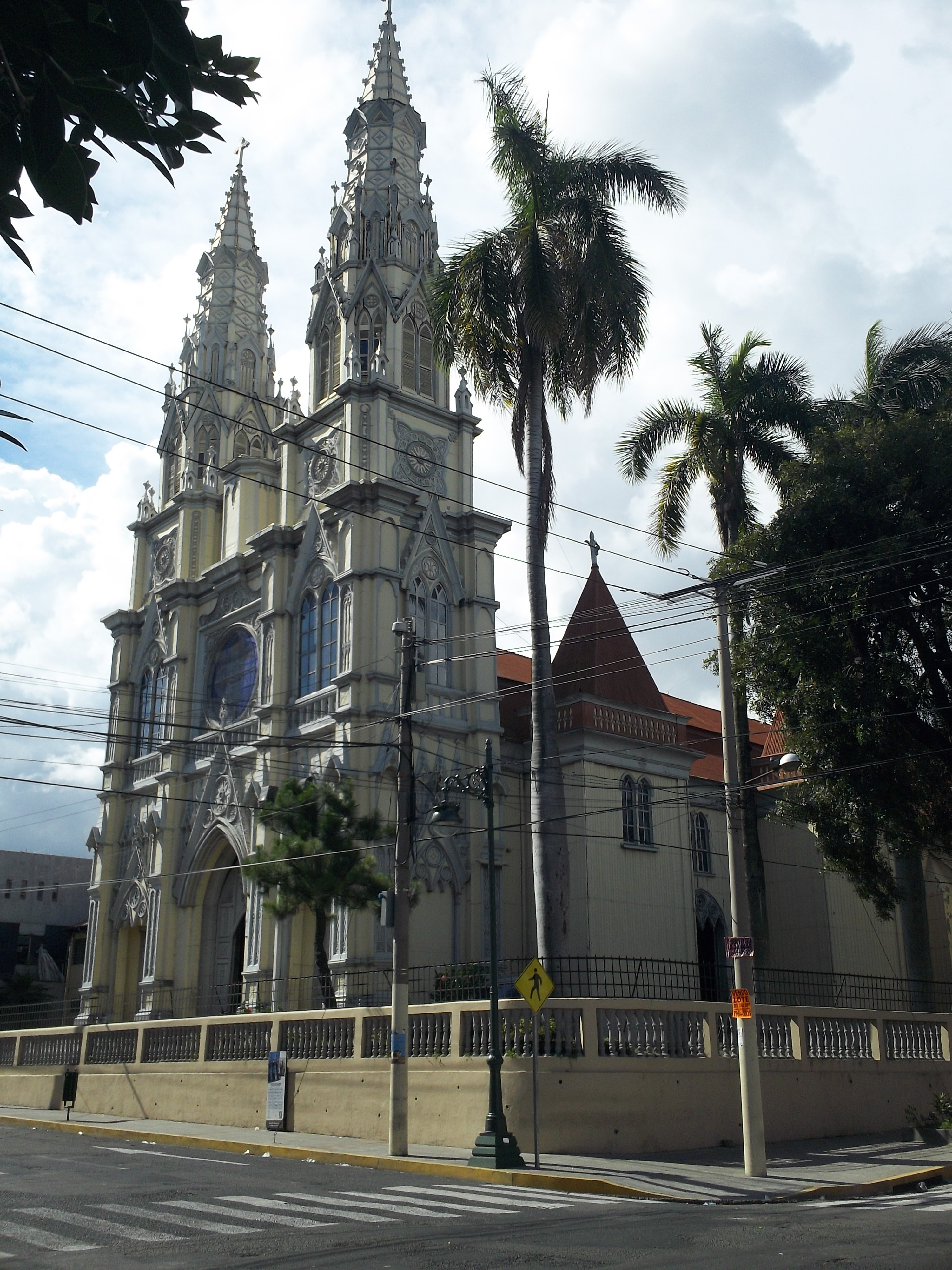
Excatedral basílica del Sagrado Corazón de Jesús, en San Salvador

La arquidiócesis tiene 3296 km² y extiende su jurisdicción sobre los fieles católicos de rito latino residentes en los departamentos de: Cuscatlán, La Libertad y San Salvador.
La sede de la arquidiócesis se encuentra en la ciudad de San Salvador, en donde se halla la Catedral del Divino Salvador del Mundo y la Basílica del Sagrado Corazón de Jesús que fungio como "Catedral Provisional" mientras se reconstruía la actual catedral nuevamente.
La arquidiócesis tiene como sufragáneas a las diócesis de: Chalatenango, San Miguel, San Vicente, Santa Ana, Santiago de María, Sonsonate y Zacatecoluca.
En 2022 en la arquidiócesis existían 174 parroquias.

## Historia

### Intentos de erección y erección ilegítima
Desde 1810 los salvadoreños habían manifestado el deseo de hacer de su vicariato una diócesis autónoma, a través de la petición de José Ignacio Ávila a las Cortes de Cádiz, que no tuvo éxito.

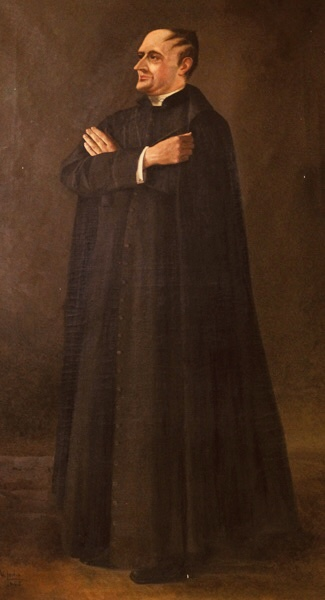
Presbítero José Matías Delgado, quien buscaría ser obispo de San Salvador a pesar de la oposición del arzobispo Ramón Casaus y Torres. Además de ello sería gobernador eclesiástico y vicario provincial de San Salvador hasta el 21 de enero de 1831, y diputado presidente del congreso estatal de 1832. Fallecería el 12 de noviembre de 1832, luego de lo cual el congreso estatal lo nombraría Benemérito de la Patria.

En 1812 el Gobierno español había iniciado los trámites para la erección de la diócesis, pero el capitán general José de Bustamante y Guerra no emprendió la colaboración necesaria. En 1818 José Matías Delgado recibió el apoyo de los presbíteros de San Salvador para el nombramiento como obispo de la futura diócesis, a diferencia de Manuel Molina, despreciado por su apego a la Corona española y su oposición al movimiento independentista.
Una vez finalizado el dominio español, los nuevos estados americanos exigieron el derecho de presentación, es decir, la designación de obispos, uno de los privilegios adjuntos al Patronato regio otorgado a los soberanos españoles. Por otra parte, el rey Fernando VII de España se había mostrado poco dispuesto a ceder el privilegio de patronato ante los papas pío VII y León XII. Estas pretensiones contrapuestas de ejercer el mismo derecho dificultaron que la Santa Sede nombrara obispos en las nuevas repúblicas.

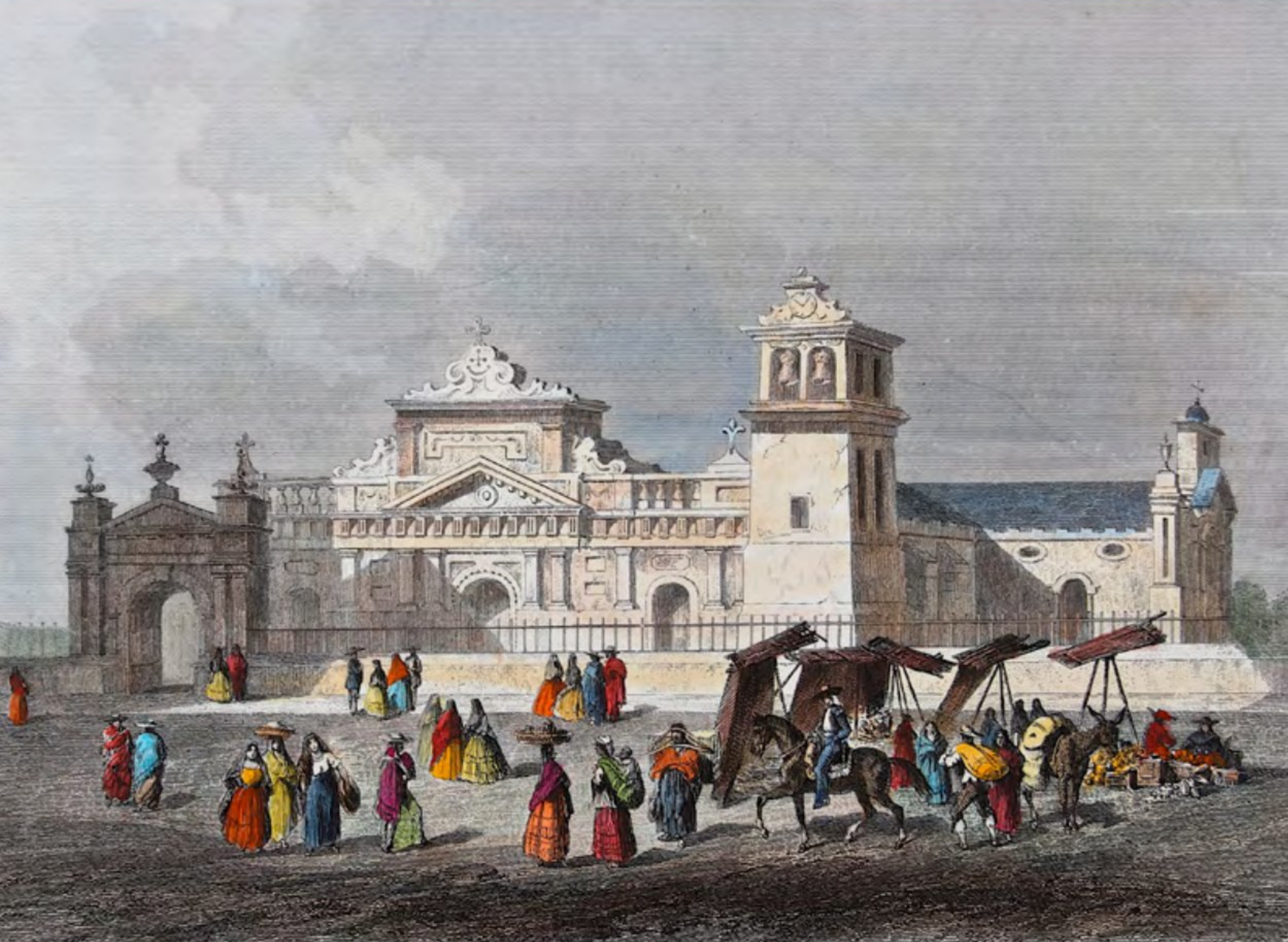
Litografía coloreada de la antigua iglesia parroquial y primera catedral de San Salvador en 1867

Tras la independencia de Centroamérica, el dominio político de Guatemala sobre San Salvador había disminuido, pero el sometimiento eclesiástico permanecía.
El 30 de marzo de 1822, en plena discordia por la anexión al Imperio mexicano, el gobierno de San Salvador había declarado: «...que después de la erección de la diócesis, el primero en ocupar esta cátedra, según la voluntad general de toda la Provincia manifestada en la misma ocasión, el señor Doctor José Matías Delgado…”. Esta declaración no tuvo efectos prácticos, aunque el 10 de noviembre del mismo año el congreso salvadoreño confirmó la erección de la diócesis y el nombramiento de Delgado como obispo.
La Asamblea Constituyente de Centroamérica se pronunció sobre el tema, estableciendo que era la nación centroamericana la que tenía derecho a presentar las diócesis, y no los estados federados individualmente, aunque dejó la posibilidad de negociar los nombramientos con la Santa Sede. El 27 de abril de 1824 el gobierno salvadoreño ignoró la decisión de la Asamblea y decretó la erección de la diócesis de San Salvador y la elección de José Matías Delgado como obispo. Después de la aprobación del gobierno, el Congreso Constituyente de El Salvador ratificó la decisión el 5 de mayo; Delgado aceptó el encargo el día 6.
Durante la toma de posesión, que Delgado retrasó un año aduciendo compromisos en el Congreso, la iglesia parroquial de la ciudad fue consagrada como catedral, y "se cantó una misa solemne a cargo del diputado presbítero Pablo María Sagastume". También estuvo presente José Simeón Cañas y «pronunció una oración solemne». Cañas e Isidro Menéndez habían sido solicitados por Delgado para tomar la importante decisión de aceptar el cargo. El mismo día 25 de abril de 1825, el nuevo obispo salvadoreño dirigió: « [...] al Todopoderoso sus oraciones para que, por los méritos de Cristo nuestro Salvador, me haga digno y capaz de satisfacer fielmente y completamente a un rebaño que por muchas razones es del mayor placer para mí y de cuya felicidad depende la mía.
El arzobispo de Guatemala Ramón Casaús y Torres fue el más acérrimo opositor a la erección de la diócesis salvadoreña. Acusó a Delgado de haber sobornado a sus electores, y con un edicto declaró nula la erección de la diócesis y el nombramiento de Delgado. Además, informó a la Santa Sede sobre el asunto, añadiendo que Delgado “con la ayuda de un contingente militar y doscientos residentes” había intimidado al Congreso. A través de cartas pastorales condenó a Delgado y lo declaró enemigo político y acusó de herejía al clero que lo seguía. Esta reacción del arzobispo guatemalteco implicó una ruptura tácita entre El Salvador y Guatemala.
Las medidas tomadas por Casaús estaban perfectamente alineadas con las disposiciones del derecho canónico, sin embargo su anterior oposición a la independencia centroamericana hizo creer a sus detractores que simplemente intentaba obstaculizar la independencia salvadoreña.
Isidro Menéndez argumentó a favor de la erección en los siguientes términos: «Nadie duda de que el rey de España obtuvo el Patronato de América y de la Península. Los escritos publicados sobre la obra en San Salvador suponen que el derecho de patronato llegó a los Reyes Católicos sólo en virtud de concordatos y privilegios de la Sede Apostólica. De hecho, estas son dos de las razones por las que lo poseían; sin embargo hay otros no menos contundentes y todos ellos militan a favor de San Salvador. Por ley y costumbre antigua, y justos títulos y convenciones apostólicas, dice la ley 1, título 6 del libro Recopilación de Castilla, somos patronos de todas las iglesias catedralicias de estos reinos y a nosotros nos corresponde la presentación de las archidiócesis y diócesis y las prelaturas y abadías consistoriales de estos reinos, siempre que estén vacantes, a la Corte de Roma".
Menéndez justificó también el ejercicio del patronazgo por parte de las nuevas repúblicas, ya que: «el rey no fundaba ni sostenía con su propio dinero dichas iglesias y beneficios; lo hizo con los ingresos de la nación... Bueno, en la federación centroamericana ¿quién construye, quién sustenta los beneficios? ¿No es él mismo? [...] ¿No, fueron y son los ingresos nacionales los que afrontaron estos gastos?"».
Ante la posición intransigente del arzobispo guatemalteco, el 23 de abril de 1825 el parlamento salvadoreño decretó que todas las pastorales, edictos y circulares de Casaús estaban sujetos a censura gubernamental previa, "bajo pena de muerte, destierro o prisión, según el caso". Esta decisión fue la respuesta a la asamblea guatemalteca que había tomado la misma medida el 27 de octubre del año anterior. Incluso en el Congreso federal el tema fue discutido animadamente entre los partidos políticos, y Meléndez Chaverri testifica que fue uno de los «temas más ruidosos discutidos por este órgano representativo». La situación llegó a tal punto que se formaron facciones dentro del clero y el propio Delgado llegó a expulsar a sus opositores, aunque algunos habían decidido por su cuenta partir hacia Guatemala.
Según el investigador Mauricio Domínguez T. el tema "adquirió todas las apariencias de la lucha entre liberales y conservadores", ya que los salvadoreños no permitirían que Casaús, un conservador, controlara la provincia. El arzobispo tampoco permitió que Delgado, de tendencia liberal, se convirtiera en obispo.
El 18 de julio de 1825 el Congreso federal aprobó la erección de la sede episcopal de San Salvador, pero declaró inexistente el nombramiento de Delgado como obispo, reclamándose la atribución para sí. Sin embargo, el Senado federal sostuvo la opinión contraria: desaprobó el decreto del Congreso en la parte relativa a José Matías Delgado, y autorizó su elección porque los estados tenían "plenos poderes para la erección de diócesis y la designación de obispos". Meléndez Chaverri afirma que esta resolución no tuvo efecto debido al retraso tanto por parte del Senado como por parte de Manuel José de Arce y Fagoaga, quien no quiso comprometerse a implementarla.
El 7 de septiembre el papa León XII instó al arzobispo Casaús a expresar su desaprobación por la erección de la nueva diócesis y la elección de Delgado, quien tuvo que «implorar la misericordia de la Santa Sede, para no poner a Su Santidad en la desagradable necesidad de de tomar las medidas que exige el rigor de los sagrados cánones"»; y comparó a Delgado con un "ladrón común". Sin embargo, el gobierno de El Salvador, ignorando esta carta, instruyó al médico Víctor Castrillo para obtener el indulto del papa para la erección de la diócesis. La Santa Sede comunicó que «cualquier candidato, a excepción de Delgado, sería aceptable ante la Santa Sede para la diócesis de San Salvador».
El 23 de octubre en el pueblo de Santa Ana una turba encabezada por el alcalde y animada por los edictos y cartas pastorales de Casaús contra Delgado comenzó a saquear, destruir y asesinar, pero finalmente fue reprimida por el gobierno.
En enero de 1826 el presidente Arce y Fagoaga expresó al arzobispo Casaús las protestas del estado de El Salvador por sus medidas contra la erección de la diócesis. Le informó que había solicitado la opinión del Senado federal, que había solicitado que el presidente solicitara al arzobispo que suspendiera sus operaciones, esperando que el prelado demostrara su virtud y quisiera evitar el derramamiento de sangre que provocaría una guerra civil. La respuesta de Casaús fue tajante: «Lamento mucho no poder agradar al Supremo Poder Ejecutivo [...] Soy Arzobispo y sería necesario que dejara el cargo y abandonara el rebaño que Dios ha puesto bajo mi cuidado....lo que se hizo en San Salvador en este caso es un exceso y abuso del poder civil que perturba el orden establecido por el poder divino para el gobierno de la Iglesia...»
En esta misma respuesta, Casaús respondió que no aceptaría un "obispo o párroco que se apropie de esta jurisdicción usurpándola con diezmos...".
El papa se pronunció sobre la cuestión el 13 de agosto de 1826. Con tres escritos, fechados el 1 de diciembre del mismo año, sancionó que la erección de la sede episcopal era ilegítima y sin valor, y exhortó a Delgado a «separarse del camino de la perdición» y reparar el delito cometido.»" Delgado aceptó el veredicto.

### Después de la erección
La diócesis de San Salvador fue erigida el 28 de septiembre de 1842 con la bula Universalis Ecclesiae del papa Gregorio XVI, obteniendo el territorio de la arquidiócesis de Guatemala.
El 11 de febrero de 1913 cedió porciones de su territorio para la erección de las diócesis de San Miguel y Santa Ana y al mismo tiempo fue elevada al rango de arquidiócesis metropolitana.
El 18 de diciembre de 1943 cedió otra porción de su territorio para la erección de la diócesis de San Vicente mediante la bula Si qua in catholico del papa Pío XII.
.

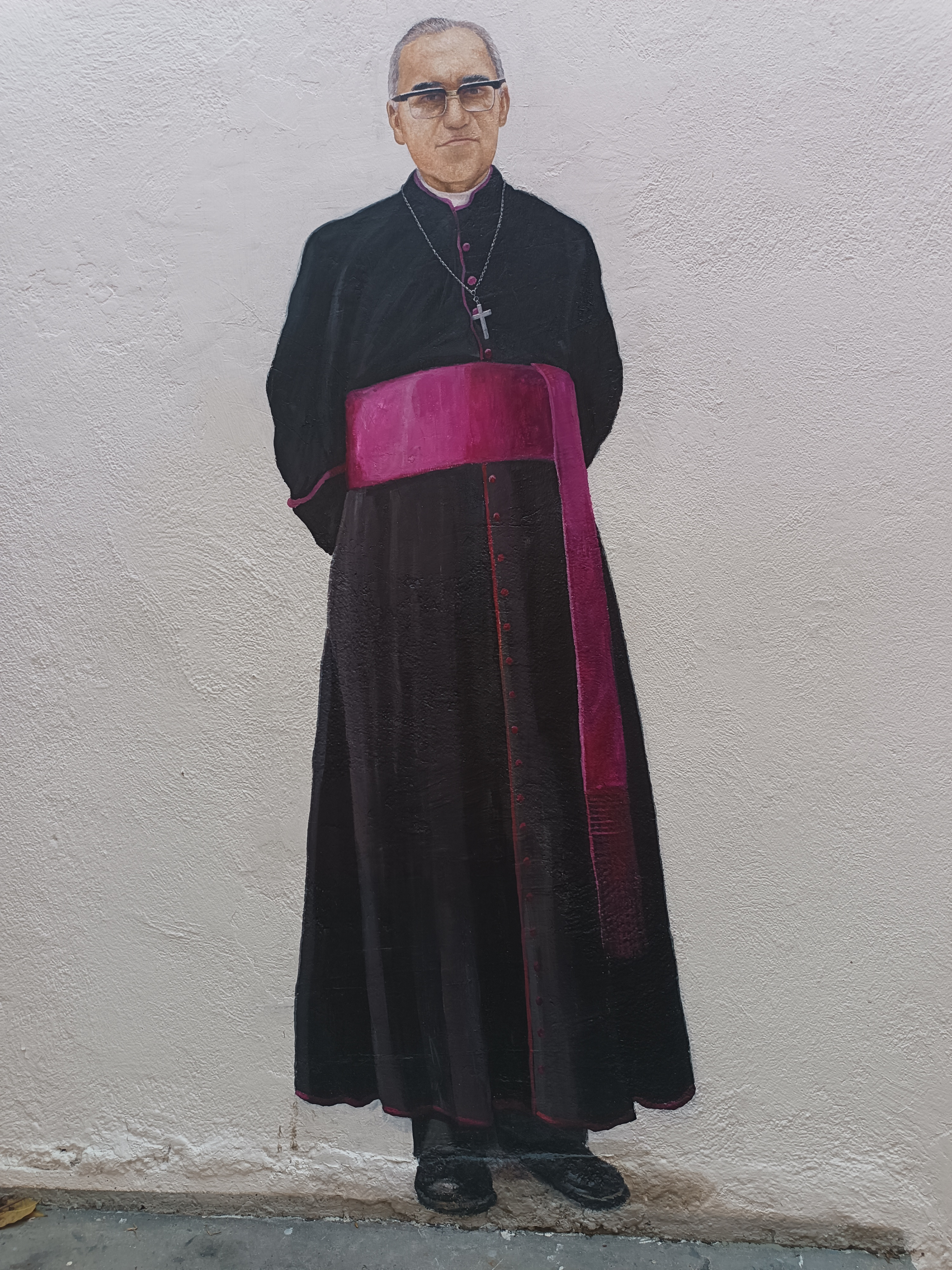
San Óscar Arnulfo Romero, arzobispo y mártir en la Catedral Metropolitana de San Salvador. Constituye el primer santo salvadoreño, el primer obispo mártir de América y el primer mártir post Concilio Vaticano II. Su figura permea no solo la devoción católica, sino también la cultura popular salvadoreña y la historia reciente de esta nación.

El 24 de marzo de 1980 el arzobispo Óscar Romero fue asesinado durante una misa por su compromiso de denunciar la violencia de la dictadura de su país. El papa Francisco lo canonizó, junto con el papa Pablo VI y otros cinco beatos, el 14 de octubre de 2018.
El 30 de diciembre de 1987 cedió otra porción de territorio para la erección de la diócesis de Chalatenango mediante la bula Qui perinde del papa Juan Pablo II.
El 28 de junio de 2017 el papa Francisco creó cardenal a Gregorio Rosa Chávez, obispo auxiliar de la arquidiócesis, quien se convirtió así en el primer cardenal salvadoreño.

## Estadísticas
Según el Anuario Pontificio 2023 la arquidiócesis tenía a fines de 2022 un total de 1 704 500 fieles bautizados.
| Año                                                                             | Población            | Población | Población      | Sacerdotes | Sacerdotes    | Sacerdotes    | Bautizados por sacerdote | Diáconos permanentes | Religiosos | Religiosos | Parroquias |
| Año                                                                             | Bautizados católicos | Total     | % de católicos | Total      | Clero secular | Clero regular | Bautizados por sacerdote | Diáconos permanentes | Varones    | Mujeres    | Parroquias |
| ------------------------------------------------------------------------------- | -------------------- | --------- | -------------- | ---------- | ------------- | ------------- | ------------------------ | -------------------- | ---------- | ---------- | ---------- |
| 1950                                                                            | 638 660              | 643 820   | 99.2           | 125        | 53            | 72            | 5109                     |                      | 120        | 264        | 44         |
| 1965                                                                            | 981 277              | 991 188   | 99.0           | 206        | 71            | 135           | 4763                     |                      | 175        | 403        | 68         |
| 1970                                                                            | 1 022 060            | 1 134 511 | 90.1           | 251        | 106           | 145           | 4071                     |                      | 188        | 555        | 121        |
| 1976                                                                            | 1 312 030            | 1 543 565 | 85.0           | 229        | 89            | 140           | 5729                     |                      | 198        | 415        | 104        |
| 1980                                                                            | 1 524 303            | 1 732 163 | 88.0           | 193        | 83            | 110           | 7897                     |                      | 162        | 480        | 110        |
| 1990                                                                            | 1 752 000            | 1 947 000 | 90.0           | 200        | 75            | 125           | 8760                     |                      | 258        | 720        | 97         |
| 1999                                                                            | 2 098 000            | 2 998 000 | 70.0           | 273        | 116           | 157           | 7684                     | 1                    | 277        | 736        | 135        |
| 2000                                                                            | 1 907 851            | 2 779 000 | 68.7           | 312        | 122           | 190           | 6114                     | 1                    | 318        | 974        | 138        |
| 2001                                                                            | 1 943 091            | 3 273 000 | 59.4           | 324        | 134           | 190           | 5997                     | 1                    | 318        | 974        | 137        |
| 2002                                                                            | 1 907 851            | 2 725 502 | 70.0           | 330        | 137           | 193           | 5781                     | 1                    | 343        | 987        | 138        |
| 2003                                                                            | 1 907 851            | 2 725 505 | 70.0           | 330        | 137           | 193           | 5781                     | 1                    | 343        | 987        | 137        |
| 2004                                                                            | 1 907 851            | 2 725 502 | 70.0           | 330        | 137           | 193           | 5781                     | 1                    | 275        | 987        | 137        |
| 2010                                                                            | 2 273 030            | 3 071 654 | 74.0           | 342        | 146           | 196           | 6646                     | 1                    | 309        | 1128       | 150        |
| 2014                                                                            | 2 322 000            | 3 137 000 | 74.0           | 354        | 158           | 196           | 6559                     | 1                    | 343        | 1128       | 163        |
| 2016                                                                            | 1 592 863            | 2 896 115 | 55.0           | 398        | 202           | 196           | 4002                     |                      | 318        | 423        | 166        |
| 2017                                                                            | 1 560 000            | 2 836 404 | 55.0           | 345        | 223           | 122           | 4521                     | 1                    | 269        | 423        | 170        |
| 2020                                                                            | 1 675 620            | 3 045 550 | 55.0           | 376        | 245           | 131           | 4456                     | 1                    | 262        | 913        | 204        |
| 2022                                                                            | 1 704 500            | 3 101 000 | 55.0           | 339        | 208           | 131           | 5028                     | 1                    | 247        | 942        | 174        |
| Fuente: Catholic-Hierarchy, que a su vez toma los datos del Anuario Pontificio. |                      |           |                |            |               |               |                          |                      |            |            |            |

## Episcopologio
| Nombre                              | Fecha de inicio         | Finalización             |
| ----------------------------------- | ----------------------- | ------------------------ |
| Jorge de Viteri y Ungo              | 27 de enero de 1843     | 5 de noviembre de 1849   |
| Sede vacante                        | 1849                    | 1853                     |
| Tomás Miguel Pineda y Saldaña       | 10 de marzo de 1853     | 6 de agosto de 1875      |
| José Luis Cárcamo y Rodríguez       | 6 de agosto de 1875     | 12 de septiembre de 1885 |
| Sede vacante                        | 1885                    | 1888                     |
| Antonio Adolfo Pérez y Aguilar      | 13 de enero de 1888     | 17 de abril de 1926      |
| Alfonso Belloso                     | 22 de diciembre de 1927 | 9 de agosto de 1938      |
| Luis Chávez y González              | 1 de septiembre de 1938 | 3 de febrero de 1977     |
| San Óscar Arnulfo Romero y Galdámez | 3 de febrero de 1977    | 24 de marzo de 1980      |
| Sede vacante                        | 1980                    | 1983                     |
| Arturo Rivera Damas                 | 28 de febrero de 1983   | 26 de noviembre de 1994  |
| Fernando Sáenz Lacalle              | 22 de abril de 1995     | 27 de diciembre de 2008  |
| José Luis Escobar Alas              | 27 de diciembre de 2008 | Actualmente en el cargo  |